# 違例建築工程

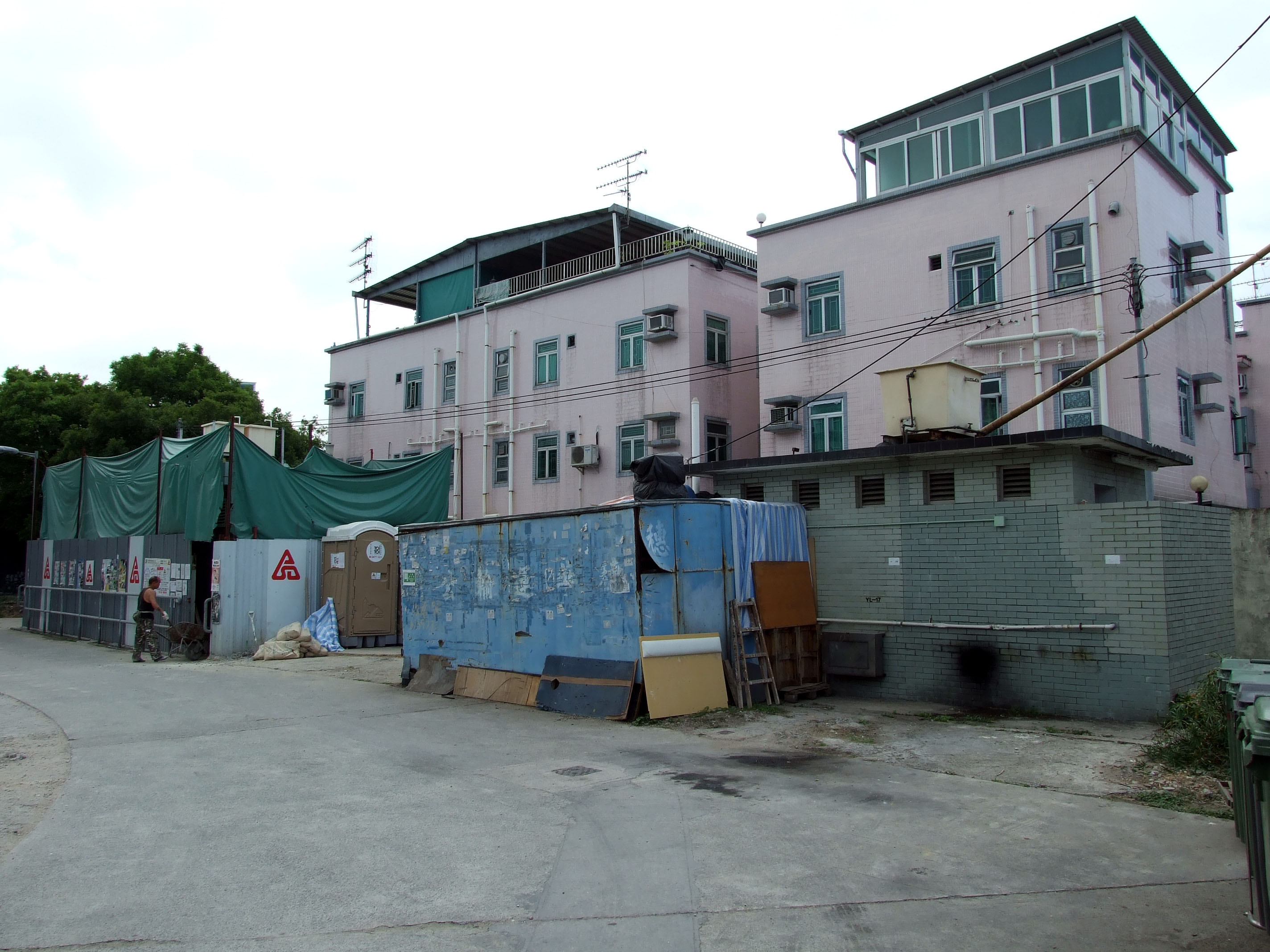
圖中兩座位於香港新界的村屋，均可見屋頂處的天台屋

违例建筑工程（英語：illegal construction）簡稱违建物、违建，指全部或一部分不符合法律規定的建筑物，常見的形式如天台屋、更動承重牆或開挖地下室等。這類建物違反建築法規，可能危害原先建築的力学平衡而形成危樓，導致公共安全隱患或阻礙逃生；在法律上也可能無法獲得房屋所有权。

## 僭建樣態
- 天台屋
- 加裝花籠、花架或泳池
- 陽台拓寬或外推
- 劏房（不包括房委會公屋中的劏房工程）
- 防火巷加蓋遮雨棚
- 在官地上公地私用或越權興建车库、倉庫或别墅等。
- 將公共空間變更為門禁社區作私人用途使用

## 各地情形

### 中國大陆
在中国大陆，房屋建築由各省市的城市管理局監管。

### 香港
就香港一般而言，僭建物是指違例建築工程，包括：
- 未經建築事務監督事先批准及同意而進行的樓宇內部加建或改動工程，以及樓宇外部建築工程；
- 未有根據《建築物條例》（第123章）所訂的「小型工程監管制度」的簡化規定而進行指定為小型工程的小規模建築工程；或
- 在樓宇內部進行而不涉及建築物結構，但未能符合《建築物條例》及相關規例所訂的建築標準的加建及改動工程。

香港的建築監管機構為屋宇署。

### 臺灣
臺灣早期由於法規不健全與安全意識不足等問題，造成如今違章建築遍佈，若由上空俯瞰即可看見天台屋的鐵皮屋。雖然依《建築法》，各縣市政府工務局的拆除大隊得強制拆除違章建築，但由於整體違章建築數量太過龐大，地方政府基於選票與居住正義等考量，實際上要等數十年才會拆除，而這也是台灣違建管理行政上的重大問題。
另外，根據最高法院長期以來的穩定見解，違章建築由於並非合於法規的建筑物，起造後無法辦理所有权登記，因此日後若售出，買受人僅能取得「事實上處分權」，而無法取得建物所有權。

### 乌克兰

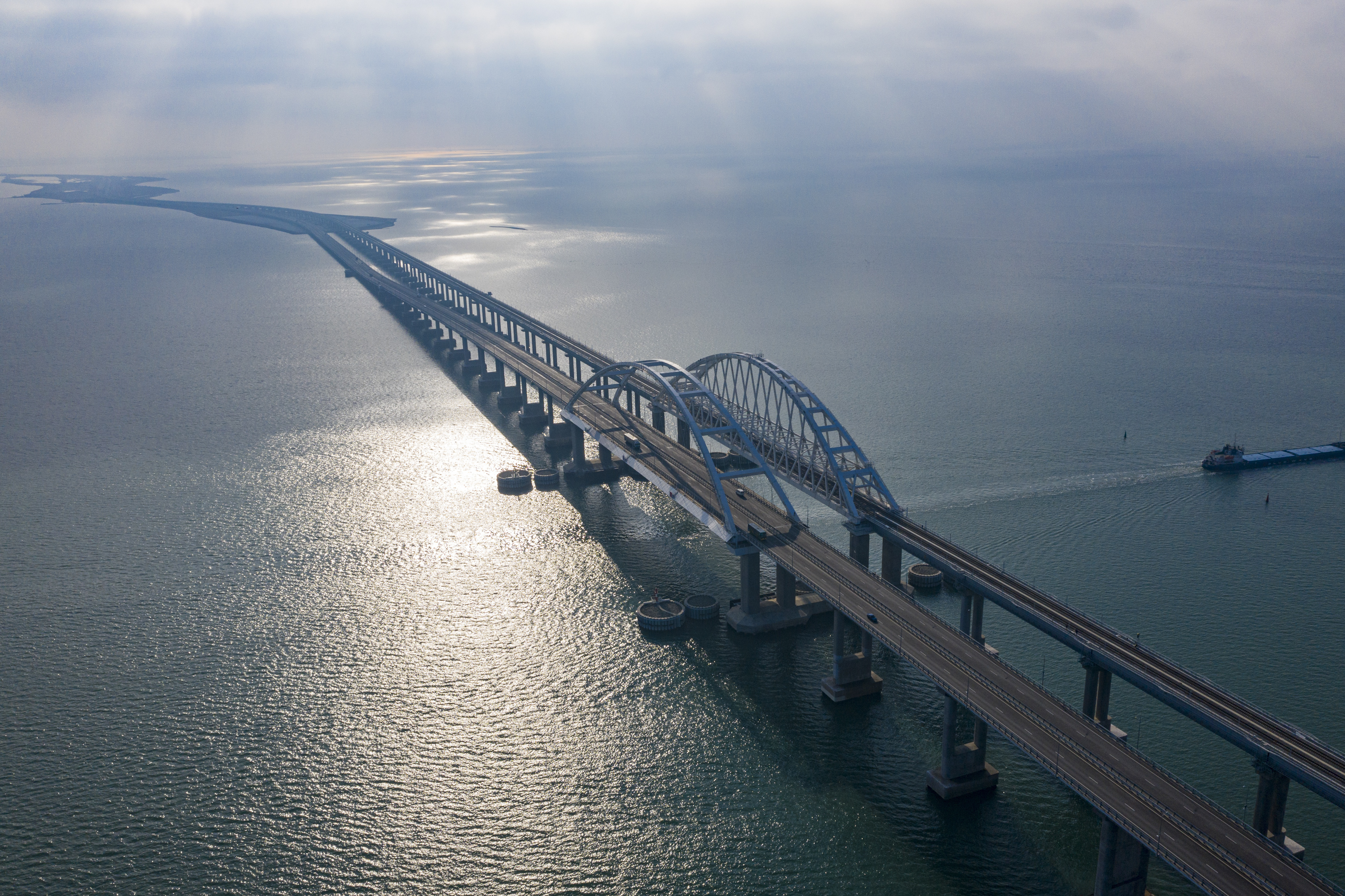
被乌克兰和欧盟认定为违法建筑，号称世界最大违章建筑的克里米亚大桥

2014年俄罗斯非法吞并乌克兰克里米亚后私自修建的克里米亚大桥被欧盟认定为违章建筑，是目前世界上最大的违章建筑。

## 資料來源
1. ↑  .   [2011-07-01]. （原始内容存档于2017-12-13）.
2. ↑   (PDF).   [2011-08-06]. （原始内容 (PDF)存档于2017-04-21）.
3. ↑   (PDF).   [2011-11-15]. （原始内容 (PDF)存档于2017-05-19）.
4. ↑  . www.bd.gov.hk.   [2024-10-09]. （原始内容存档于2024-07-08） （中文（香港））.
5. ↑  王欽彥. . 蘋果新聞網.   [2021-12-04]. （原始内容存档于2021-12-04）.
6. ↑  . 法律百科. 2019-12-10  [2022-08-09]. （原始内容存档于2022-08-09）.